# 1.º Ejército Japonés de Área
El Ejército Japonés del Área I (第1方面軍 Dai-ichi hōmen gun) era un ejército de campaña del Ejército Imperial Japonés durante la Segunda Guerra Mundial, con sede en el norte de Manchukuo y activo en combate contra la Unión Soviética en las etapas finales de la guerra.

## Historia
El Ejército Japonés del Área I se formó el 4 de julio de 1942 bajo el control del Ejército de Kwantung como reserva militar y fuerza de guarnición para mantener la seguridad y el orden público en el norte de Manchukuo, ya que muchas divisiones veteranas del Ejército de Kwangtung se transfirieron a varios frentes del sur, en la guerra del Pacífico. Consistía principalmente en reservistas mínimamente entrenados, estudiantes reclutados y milicias domésticas, sin armamento ni suministros adecuados. El Ejército del Área I tenía su sede en Dunhua, en lo que hoy es la prefectura autónoma coreana de Yanbian, en la provincia de Jilin, en China.
Las unidades del Ejército del Área I demostraron no ser rivales para el Ejército Rojo cuando la Unión Soviética invadió Manchukuo al final de la Segunda Guerra Mundial. Sin acorazados, munición o liderazgo adecuados, muchas unidades huyeron o se rindieron en masa. Muchos soldados sobrevivientes del Ejército del Área I, incluido su comandante general, Seiichi Kita, se convirtieron en prisioneros en Siberia y en otras partes de la Unión Soviética después de la rendición de Japón el 15 de agosto de 1945.

## Comandantes

### Oficiales al mando
|   | Nombre                     | Desde                    | Hasta                    |
| - | -------------------------- | ------------------------ | ------------------------ |
| 1 | General Tomoyuki Yamashita | 1 de julio de 1942       | 26 de septiembre de 1944 |
| 2 | General Seiichi Kita       | 26 de septiembre de 1944 | 15 de agosto de 1945     |

### Jefes de Estado Mayor
|   | Nombre                         | Desde                  | Hasta                  |
| - | ------------------------------ | ---------------------- | ---------------------- |
| 1 | Mayor General Kitsuju Ayabe    | 1 de julio de 1942     | 7 de diciembre de 1942 |
| 2 | Mayor General Tsunamasa Shidei | 7 de diciembre de 1942 | 16 de octubre de 1944  |
| 3 | Mayor General Tadao Teragaki   | 16 de octubre de 1944  | 1 de abril de 1945     |
| 4 | Mayor General Ryozo Sakurai    | 1 de abril de 1945     | 15 de agosto de 1945   |

### Libros
- Frank, Richard B (1999). Downfall: The End of the Imperial Japanese Empire. New York: Random House. ISBN 0-679-41424-X.
- Glantz, David (2003). The Soviet Strategic Offensive in Manchuria, 1945 (Cass Series on Soviet (Russian) Military Experience, 7). Routledge. ISBN 0-7146-5279-2.
- Jowett, Bernard (1999). The Japanese Army 1931-45 (Volume 2, 1942-45). Osprey Publishing. ISBN 1-84176-354-3.
- Madej, Victor (1981). Japanese Armed Forces Order of Battle, 1937-1945. Game Publishing Company. ASIN: B000L4CYWW.
- Marston, Daniel (2005). The Pacific War Companion: From Pearl Harbor to Hiroshima. Osprey Publishing. ISBN 1-84176-882-0.
- Hasegawa, Tsuyoshi. Racing the Enemy: Stalin, Truman, and the Surrender of Japan. Belknap Press. ISBN 0-674-01693-9.

- Datos: Q163408